# ميدالية برنارد للخدمة الجليلة للعلوم
أُطلقت ميدالية برنارد للخدمة الجليلة للعلوم عام 1889 بناء على وصية الرئيس العاشر لجامعة كولومبيا فريدريك أغسطس بورتر بارنارد، وتمنحها جامعة كولومبيا وفقاً لتوصيات الأكاديمية الوطنية للعلوم كل 5 سنوات منذ العام 1895. ويجب التمييز بين هذه الميدالية وميدالية برنارد للتميز.

## الفائزون
| السنة | اسم الفائز                                   | المرجع |
| ----- | -------------------------------------------- | ------ |
| 1895  | جون ويليام ستروت، اللورد رايلي، ويليام رامزي |        |
| 1900  | ويلهلم رونتجن                                | [ 3 ]  |
| 1905  | هنري بيكريل                                  | [ 4 ]  |
| 1910  | إرنست رذرفورد                                | [ 5 ]  |
| 1915  | وليام هنري براج، وليام لورانس براغ           |        |
| 1920  | ألبرت أينشتاين                               |        |
| 1925  | نيلز بور                                     |        |
| 1930  | فيرنر هايزنبرغ                               |        |
| 1935  | إدوين هابل                                   | [ 6 ]  |
| 1940  | فريديريك جوليو كوري، إيرين جوليو كوري        |        |
| 1945  | لم تمنح                                      | [ 7 ]  |
| 1950  | إنريكو فيرمي                                 |        |
| 1955  | ميرل توف                                     |        |
| 1960  | أيزيدور إسحق رابي                            |        |
| 1965  | وليام الفريد فاولر                           |        |
| 1970  | لم تمنح                                      |        |
| 1975  | لويس بلاك هاميت                              |        |
| 1980  | أندريه ويل                                   |        |
| 1985  | بينوا ماندلبروت                              |        |
| 1990  | لم تمنح                                      |        |
| 1995  | لم تمنح                                      |        |
| 2000  | لم تمنح                                      |        |
| 2005  | لم تمنح                                      |        |
| 2010  | لم تمنح                                      |        |
| 2015  | لم تمنح                                      |        |
| 2020  |                                              |        |

## إنشاء ميدالية برنارد للخدمة الجليلة للعلم
بناء على وصية الرئيس العاشر لجامعة كولومبيا فريدريك أغسطس بورتر بارنارد (مواليد 25 مايو 1809- وفاة 27 أبريل 1889)، أٌنشئت الجائزة. وتنص الوصية على:
قال بتلر رئيس جامعة كولومبيا في منح ميدالية بارنارد في عام 1910:
"مُنحت ميدالية بارنارد لأول مرة في بداية عام 1895 إلى جون ويليام ستروت لورد رايلي والأستاذ (السير الآن) ويليام رامزي. وفي بداية عام 1900 مُنحت ميدالية بارنارد إلى الأستاذ فيلهلم رونتجن. وفي بداية عام 1905 ، مُنح بارنارد ميدالية مُنحت للسيد هنري بيكريل عضو معهد فرنسا

## تصميم الميدالية
صُممت الميدالية من شركة تيفاني أند كومباني في نيويورك عام 1894. بتصميم دائري ذو قطر 75 ملم. مرسوماً عليها كولومبيا من الأمام، مع إكليل الغار ومصباح للزيت، ويحيط بها إلهان من المعبودات النهرية. يحمل الوجه الأمامي النقش الذي طلبه برنارد في وصيته:"Magna est veritas" (الحقيقة عظيمة) وعلى الوجه الخلفي:"Deo optimo maximo ،gloria in excelsis." (بالعربية «إلى الله العظيم، المجد إلى العلي»).